# Museo de la Catedral de Segorbe
El museo Catedralicio de Segorbe es una institución inaugurada en el año 1949 ubicada en la catedral basílica de Segorbe, sita en Segorbe (Comunidad Valenciana, España).

## Historia
Aunque fue fundado en el año 1949, los orígenes del interés por mostrar de una manera más racional el patrimonio catedralicio nos deja huellas testimoniales desde finales del siglo XIX. La tragedia que supuso para el rico patrimonio artístico la guerra civil de 1936, tras un largo proceso de recuperación de parte del mismo llevado a cabo por el Cabildo, permitió finalmente la ubicación de una muestra expositiva del legado cultural en las dependencias del claustro alto acondicionadas para ésta finalidad. 
Se convertía el nuevo museo en heredero de un proyecto, iniciado en la segunda década del siglo XX con la puesta en marcha de un museo diocesano en dependencias del Palacio Episcopal, que fue totalmente desalmado víctima de la contienda, parte de cuyo patrimonio logró salvarse gracias a la intervención de la Junta del Tesoro Artístico durante el conflicto y, posteriormente, de los miembros del Cabildo y la Junta de Recuperación. 
El museo catedralicio, aunque mayoritariamente acoge fondos de la catedral, asumió también la condición de institución museística diocesana, conformando una de las colecciones de arte más representativa del entorno valenciano, toda vez que la catedral de Segorbe a lo largo de los siglos generó la gestación de una gran riqueza cultural en todas sus manifestaciones vinculadas con el mundo artístico y sus expresiones. 
Si en los primeros tiempos fue el aspecto conservacionista el que primó en la gestión museográfica, la década de los ochenta supuso la amplia divulgación de sus fondos fuera de la propia instalación, con exposiciones monográficas dedicadas a su colección o presencia significativa de sus piezas en muestras de gran resonancia cultural. Finalizada la exposición La Luz de las Imágenes, que acogió la catedral en los años 2001-2002, se procedió a la reapertura del museo en el año 2003 con nuevos espacios expositivos y proyecto museográfico. Desde 1994 el Museo está integrado en la red de museos reconocidos por la Generalidad Valenciana, y su labor ha sido premiada con la concesión de la medalla de la Real Academia de Bellas Artes de San Carlos de Valencia.
En la actualidad, el Museo Catedralicio es un concepto que, además del patrimonio ubicado en el propio espacio arquitectónico del que forma parte, se agrupa específicamente como tal museo en los claustros alto y bajo, las capillas anexas y otras salas del edificio que conforma la Catedral.

## Colección
Por lo que se refiere al contenido, es mayoritariamente la pintura lo que mejor define el patrimonio de la catedral de Segorbe y su museo, donde cabe destacar el conjunto de obras de los siglos XIV al XVI con ejemplos significativos del gótico valenciano internacional (Miquel Alcanyís, Jaume Mateu o Gonçal Peris), el ciclo hispano-flamenco de mediados del siglo XV (Joan Reixach, Maestro de San Lucas, Maestro de Segorbe o Maestro de Perea), y la pintura valenciana del siglo XVI (Francisco de Osona, Maestro de Borbotó, Paolo de San Leocadio o Antoniazzo Romano), destacando sobre todo las tablas del gran retablo mayor obra de Vicente Macip y Juan de Juanes. 
Muy abundante también es la pintura de los siglos XVII al XIX, con obra de seguidores de los Ribalta, Espinosa, Vergara, Camarón, Planes o Vicente López Portaña. La representación escultórica, más escasa por la importancia que tuvo lo pictórico en el pasado, acoge algunos relieves restos de antiguas portadas y retablos, destacando la pequeña figura del orante, el conjunto de ménsulas del claustro bajo y la capilla del Salvador, el sepulcro de los Vallterra, la imagen de la Virgen con el Niño llamada “La Primitiva”, el relieve renacentista de la Madonna atribuido a Donatello o la sillería del coro de principios del siglo XVIII. Importantes también son las colecciones de orfebrería, en las que se muestran cálices, relicarios o custodias con ejemplares de singular belleza como el relicario de la Virgen con el Niño o el cáliz del obispo Gilabert Martí. 
Destacable es a su vez la colección textil o de ornamentos, que reúne trabajos de tejidos en sedas y bordados con piezas de los siglos XIV al XIX. Finalmente, hay que mencionar el apartado de mobiliario con diversos arcones, puertas y armarios, en el que resalta la hermosa puerta dorada en el claustro bajo o la urna-relicario de San Félix, a lo que cabe añadir el conjunto de rejería, cerramiento de capillas y coro, trabajos de los siglos XV y XVI.